# Brdr. Price
Brdr. Price er en dansk kæde af bistrorestauranter, der blev grundlagt af brødrene Adam og James Price.
Brødrene åbnede den første restaurant i Rosenborggade i det centrale København i december 2011.I 2013 åbnede yderligere en restaurant i Tivoli, og i 2016 fulgte en i Herning.
Menukortet i restauranterne er inspireret af tv-programmerne Spise med Price.
Restauranterne ejes pr. 2024 af Restaurationsselskabet af 1. november 2016 K/S, der igen ejes af Mellemholdingselskabet af 26. april 2018 K/S. Dette selskab ejer Adam Price og James Price hver fem procent af, mens Mads Hylleholt Bøttger ejer 90 procent.
I 2022 fik Brdr. Price kritik for at opsige overenskomsten med 3F.

## Eksterne henvinsinger
- Brdr. Prices hjemmeside

- Wikimedia Commons har flere filer relateret til Brdr. Price